# 김원형
김원형(金圓衡, 1972년 7월 5일 ~ )은 전 KBO 리그 SK 와이번스의 투수이다.

## 선수 시절

### 쌍방울 레이더스시절
전주고등학교 졸업 후 1991년 한국프로야구 신인 드래프트를 통해 입단하였다. 당시 감독이었던 김인식이 선수 층이 얇았던 투수진과 선발로 육성할 신인을 찾아 그가 많은 기회를 얻었는데, 패전 투수가 많이 되면서도 선발진의 한 축을 담당했다.
쌍방울의 주축 투수로 성장했으나 약했던 팀 전력 때문에 잘 던지고도 패전 투수가 된 경기가 많아서 좋은 시즌에는 5할 승률을 기록하고, 좀처럼 두 자리 승수를 달성하는 일이 보기 드물만큼 없었다. 그가 최고의 성적을 올렸던 1998년 이후 모회사가 재정적으로 어려움을 겪자 구단은 주력 선수를 현금 트레이드로 '선수팔이' 작업식으로 운영비를 마련하던 때였으나 주축 선수 중 유일하게 그를 팔지 않았기 때문에 팀이 해체될 때까지 팀과 함께했다. 1998년 아시안 게임에 참가해 금메달을 획득하며 병역 특례를 받았다.
1999년 7월 10일 한화 이글스와의 경기에서 장종훈의 타구가 얼굴에 정통으로 맞아 광대뼈가 함몰되고 코뼈가 부러지는 부상을 당해 시즌 아웃됐고, 그가 빠진 뒤 팀은 13연패를 당하는 등 최악의 성적을 거뒀다. 그리고 그가 재활과 수술로 시간을 보내는 사이 팀은 해체됐다.

### SK 와이번스시절
쌍방울 레이더스가 해체된 후 오상민 등 다른 팀 메이트들과 함께 쌍방울 레이더스 선수단을 인계해 새로 창단된 팀으로 입단하며 창단 멤버가 됐다. 그는 쌍방울 레이더스의 마지막 해에 당한 얼굴 부상 때문에 타구에 대한 공포감에 애를 먹었는데, 초창기에도 쌍방울 레이더스 시절과 사정은 변하지 않아 빈약한 투수진에서 고군분투하는 것이 많아져 구위 저하로 인해 성적이 하향세를 그렸다. 하지만, 이후 기교파 투수로 맞춰 잡기식으로 투구 패턴을 바꾸며 2004년부터 다시 부활의 기미가 보였다. 2007년에는 케니 레이번, 마이크 로마노 등의 외국인 용병 투수들의 선발진 가세로 그는 중간계투로 보직이 변경됐지만 팀은 2007년 한국시리즈에서 첫 우승을 거두며 데뷔 17년 만에 우승의 기쁨을 느꼈다.
현역 시절 소속 팀 전력이 약했던 시기가 대부분이었기 때문에 통산 성적이 134승(100선발승) 144패로 패가 더 많은 탓에 2008년 4월 24일 롯데 자이언츠전 선발승으로그의 마지막 선발승이자 역대 9번째 세 자릿수 선발승 투수가 됐다.
그는 역대 통산 2,000이닝 이상을 소화한 선수들 중 유일한 현역 선수였다. 2009년 시즌 후 KBO 리그 통산 2,168.2이닝을 소화해 개인 최다 투구 이닝 4위로 기록됐다.
2010년부터 등판 경기가 줄어들었고, 팔꿈치 부상으로 2011년 시즌 후 은퇴했다.

## 야구선수 은퇴 후
루키군 투수코치를 시작으로 SK 와이번스에서 투수코치로 활동했다. 루키군에서 신인 투수 서진용을 집중 지도하며 지도력을 인정받았는데, 서진용은 신인 지명 당시 평이 좋지 못했으나 김원형의 손을 거친 직후 실기에 합격하여 상무 입대에 성공했다. 그렇게 김원형 밑에서 성장한 서진용은 상무에서 제대한 후 SK의 핵심 중간계투 투수로 자리잡았다.
2016년 시즌 후 조원우의 부름을 받아 롯데 자이언츠의 투수코치가 됐고, 수석코치를 겸임했다. 2018년에 조원우가 감독직에서 경질되자 시즌 후 롯데 자이언츠에서 사임하고 2019년부터 2020년 준 플레이오프까지 두산 베어스의 투수코치로 활동했다.
2020년 준 플레이오프가 끝난 다음 날인 11월 6일에 염경엽의 후임으로 SK 와이번스의 감독으로 선임됐다. 2021년 1월 26일 신세계그룹이 SK 와이번스 야구단을 인수함에 따라 SK 와이번스의 마지막 감독으로 남게 됐고, SSG 랜더스의 초대 감독이 됐다. 사령탑 부임 2번째 시즌에 시즌 내내 한 번도 1위를 놓치지 않은 KBO 리그 최초 '와이어 투 와이어' 우승을 달성했으며, 2022년 한국시리즈 우승으로 선수, 코치(플레잉 코치 제외), 감독으로서 모두 한국시리즈 우승을 경험한 역대 3번째 감독이 됐다.
2022년 한국시리즈 5차전을 앞두고 SSG 랜더스와 재계약했다. 그러나 2023년에는 외국인 선수 잔혹사가 재현되면서 시즌이 갈수록 선두권과 멀어졌고, 결국 준 플레이오프에서 NC 다이노스에 3연패로 스윕당한 후 감독직에서 해임됐다.
SSG 랜더스를 떠난 직후부터 현장과 거리를 두고 있는 그는 김성근 감독의 도움으로 일본으로 건너가 2024년 4월 9일부터 후쿠오카 소프트뱅크 호크스에서 지도자 연수를 받았다.
일본 연수를 마치고 귀국한 후, 2025년에는 미국 연수를 계획한다고 밝히며 여전히 현장과 거리를 두고 있다.
2025년 3월 21일에는 2026 WBC를 대비하기 위해 국가대표팀 투수코치로 선임됐다.

## 트리비아
- 어린 나이에 노히트노런을 달성해 '어린 왕자'라고 불렸다.
- 그는 젊은 시절 한화 이글스에 특히 약하다는 평을 들었다. 장종훈이 그의 주무기 구종인 커브 볼 배팅에 능했고, 1999년에 장종훈이 친 강습 타구에 코뼈가 골절되는 중상을 입어 시즌을 마감한 것이 심리적으로 악영향을 미친 것이 컸기 때문이다. 하지만 SK 와이번스로 팀을 옮기고 장종훈이 은퇴한 뒤부터는 한화 이글스에 강한 면모를 보였다.
- 동기인 박경완과는 전주중앙초등학교 시절부터 호흡을 맞춰 왔고, 전주고등학교 시절만 해도 기량이 떨어져서 프로 팀 입단이 불투명하던 박경완이 쌍방울 레이더스에 육성선수로 입단하게 도운 것도 그였다.

## 수상
- 1998년 아시안 게임 금메달
- 2005년 KBO 리그 8월 MVP

## 출신 학교
- 전주중앙초등학교
- 전주동중학교
- 전주고등학교

## 통산 기록
| 연도 | 소속   | 평균 자책 | 경기 | 승리 | 패전 | 세이브 | 완투 | 완봉 | 이닝    | 피안타 | 피홈런 | 사사구 | 탈삼진 | 실점 | 자책점 | 기타                             |
| ---- | ------ | --------- | ---- | ---- | ---- | ------ | ---- | ---- | ------- | ------ | ------ | ------ | ------ | ---- | ------ | -------------------------------- |
| 1991 | 쌍방울 | 4.69      | 29   | 7    | 11   | 0      | 4    | 1    | 136 1/3 | 131    | 12     | 78     | 75     | 77   | 71     |                                  |
| 1992 | 쌍방울 | 3.32      | 22   | 8    | 7    | 1      | 7    | 1    | 138 1/3 | 125    | 13     | 60     | 104    | 60   | 51     |                                  |
| 1993 | 쌍방울 | 2.93      | 26   | 11   | 9    | 0      | 6    | 3    | 135 1/3 | 115    | 9      | 70     | 87     | 50   | 44     | 프로야구 최연소 노히트 노런 달성 |
| 1994 | 쌍방울 | 5.39      | 25   | 5    | 11   | 1      | 2    | 0    | 132     | 143    | 14     | 63     | 75     | 85   | 79     |                                  |
| 1995 | 쌍방울 | 3.95      | 25   | 9    | 8    | 0      | 4    | 2    | 143 2/3 | 145    | 14     | 71     | 69     | 82   | 63     |                                  |
| 1996 | 쌍방울 | 4.12      | 26   | 5    | 8    | 0      | 1    | 0    | 126 2/3 | 133    | 10     | 56     | 69     | 71   | 58     |                                  |
| 1997 | 쌍방울 | 2.75      | 29   | 9    | 9    | 0      | 3    | 0    | 157     | 139    | 13     | 50     | 80     | 62   | 48     |                                  |
| 1998 | 쌍방울 | 2.52      | 51   | 12   | 7    | 13     | 0    | 0    | 150     | 130    | 10     | 48     | 109    | 54   | 42     | 방콕 아시안 게임 대표 선수       |
| 1999 | 쌍방울 | 4.86      | 17   | 2    | 3    | 2      | 0    | 0    | 37      | 30     | 3      | 16     | 38     | 22   | 20     |                                  |
| 2000 | SK     | 5.81      | 29   | 2    | 13   | 5      | 0    | 0    | 93      | 112    | 36     | 18     | 52     | 70   | 60     |                                  |
| 2001 | SK     | 4.37      | 26   | 9    | 9    | 0      | 1    | 0    | 154 1/3 | 152    | 20     | 63     | 100    | 89   | 75     |                                  |
| 2002 | SK     | 5.25      | 13   | 4    | 5    | 0      | 0    | 0    | 58 1/3  | 67     | 14     | 19     | 37     | 40   | 34     |                                  |
| 2003 | SK     | 3.74      | 30   | 7    | 7    | 1      | 0    | 0    | 79 1/3  | 87     | 13     | 24     | 44     | 34   | 33     |                                  |
| 2004 | SK     | 4.20      | 30   | 8    | 6    | 1      | 1    | 0    | 135     | 147    | 19     | 51     | 78     | 70   | 63     |                                  |
| 2005 | SK     | 3.41      | 30   | 14   | 8    | 0      | 0    | 0    | 171 2/3 | 172    | 17     | 45     | 94     | 73   | 65     |                                  |
| 2006 | SK     | 4.07      | 24   | 5    | 9    | 0      | 0    | 0    | 139 1/3 | 152    | 11     | 54     | 52     | 69   | 63     |                                  |
| 2007 | SK     | 4.15      | 43   | 5    | 4    | 0      | 0    | 0    | 73 2/3  | 87     | 6      | 30     | 25     | 41   | 34     |                                  |
| 2008 | SK     | 3.15      | 43   | 12   | 6    | 2      | 0    | 0    | 74 1/3  | 73     | 6      | 28     | 41     | 28   | 26     |                                  |
| 2009 | SK     | 4.59      | 25   | 0    | 4    | 0      | 0    | 0    | 33 1/3  | 36     | 3      | 19     | 17     | 0    | 0      |                                  |
| 2010 | SK     | 0.00      | 3    | 0    | 0    | 0      | 0    | 0    | 2 1/3   | 3      | 0      | 0      | 0      | 2    | 0      |                                  |
| 2011 | SK     | 0.00      | 0    | 0    | 0    | 0      | 0    | 0    | 0       | 0      | 0      | 0      | 0      | 0    | 0      |                                  |
| 통산 | 21시즌 | 3.92      | 545  | 134  | 144  | 26     | 29   | 7    | 2171    | 2179   | 225    | 881    | 1246   | 1096 | 946    |                                  |

## 같이 보기
- KBO 리그 탈삼진 관련 기록